# Сен-Пьер-де-Лаж
Сен-Пьер-де-Лаж (фр. Saint-Pierre-de-Lages, окс. Sant Pèire de Latge) — коммуна во Франции, находится в регионе Юг — Пиренеи. Департамент — Верхняя Гаронна. Входит в состав кантона Ланта. Округ коммуны — Тулуза.
Код INSEE коммуны — 31512.

## География

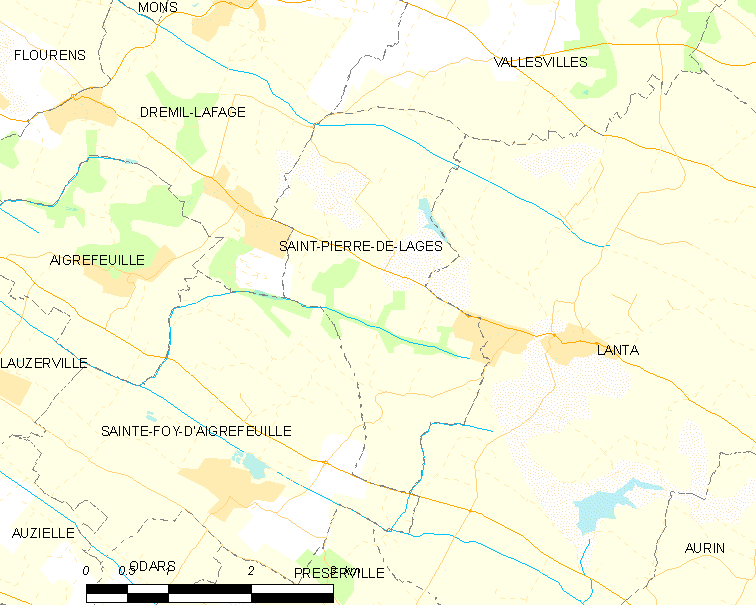
Карта коммуны

Коммуна расположена приблизительно в 590 км к югу от Парижа, в 16 км к востоку от Тулузы.

## Климат
Климат умеренно-океанический. Зима мягкая и снежная, весна характеризуется сильными дождями и грозами, лето сухое и жаркое, осень солнечная. Преобладают сильные юго-восточные и северо-западные ветры.

## Население
Население коммуны на 2010 год составляло 770 человек.
| 1962 | 1968 | 1975 | 1982 | 1990 | 1999 | 2010 |
| ---- | ---- | ---- | ---- | ---- | ---- | ---- |
| 192  | 210  | 257  | 272  | 333  | 378  | 770  |

## Администрация
| Период | Период | Фамилия       | Партия       | Примечания |
| ------ | ------ | ------------- | ------------ | ---------- |
| 1977   | 2008   | Камиль Фор    | беспартийный |            |
| 2008   | 2011   | Жоэль Трикар  | беспартийный |            |
| 2011   | 2014   | Жан-Ив Сакаро | беспартийный |            |
| 2014   | 2020   | Лоранс Клен   | беспартийный |            |

## Экономика
В 2010 году среди 474 человек трудоспособного возраста (15—64 лет) 392 были экономически активными, 82 — неактивными (показатель активности — 82,7 %, в 1999 году было 78,0 %). Из 392 активных жителей работали 366 человек (181 мужчина и 185 женщин), безработных было 26 (13 мужчин и 13 женщин). Среди 82 неактивных 38 человек были учениками или студентами, 28 — пенсионерами, 16 были неактивными по другим причинам.

## Достопримечательности
- Церковь Св. Варфоломея
- Замок Буке
- Замок Руссийу